# Гарва
Гарва (Гарвах; англ. Gorvagh; ирл. Garbhach) — деревня в Ирландии, находится в графстве Литрим (провинция Коннахт) у трассы R202, примерно в шести километрах от Мохилла и в десяти от Баллинамора.

## Достопримечательности
Деревня известна своими озёрами, на которых любят собираться туристы и местные жители с целью порыбачить. В трёх милях от Гарва находится аббатство Фена, а на холме напротив трассы R202 стоит церковь Святого Иосифа.